# Завидовичи
Завидовичи (на босненски: Zavidovići) е град в централната част на Босна и Херцеговина в състава на Зеничко-добойски кантон от Федерация Босна и Херцеговина.
Разположен е при вливането на река Кривая в Босна, на 30 km североизточно от Зеница.
Преди Босненската война населението му е било около 15 000 души (1991).

## Археологически открития
През 1911 г. в Лукама (Hrge) са намерени копие и бронзови гривни, сега в музея на Сараево.

### Каменните топки
В община Завидовичи са открити около 50 каменни топки, които са разположени в 11 различни локации. Феноменът на каменните сфери е рядкост в света. Има открити в Коста Рика, Мексико, и др. страни, но много от тях са били открити в Босна и Херцеговина.
Най-голям брой, повече от 20 топки, са намерени в село Граб, на 2 км от Завидовичи. Някои от тях са открити от бизнесмена-археолог Семир Османагич, като най-голямата от откритите топки е с диаметър 1,2-1,5 м.
Много от откриваните топки са разбити от иманярите заради поверието, че в тяхното ядро има злато.

## Личности
В Завидовичи е роден футболистът Сафет Сушич (р. 1955).